# SERVIS-2
SERVIS-2（Space Environment Reliability Verification Integrated System 2、実証衛星2号機）は2010年6月2日に打ち上げられた日本の人工衛星。三菱電機が組み立てを行い、無人宇宙実験システム研究開発機構（USEF）によって運用された。2011年6月3日に衛星の電波を停波して運用を終了した。
高機能かつ低コストの民生部品・技術をSERVISに搭載し、実際に宇宙環境での耐性を実証することによって衛星技術に対する商用オフザシェルフの可能性を探り、低コスト衛星生産技術の獲得を目指している。

## 打ち上げ
2007年2月14日、USEFとユーロコットは打上サービスの契約を締結した。ユーロコットはSERVIS-1の打ち上げも担当しており、ロシアのプレセツク宇宙基地からロコットロケットによって打ち上げられることが決まった。
2010年4月26日、SERVIS-2がプレセツク宇宙基地に到着した。打ち上げ前に最終試験が行われ、燃料を補充した後、4月22日にローンチアダプターに取り付けられた。翌日にはアダプターがロケット上段に取り付けられ、その次の日にフェアリングに収められた。
打ち上げは6月2日1時59分（UTC）に行われ、無事成功した。

## 機体
SERVIS-2の重量は740kgで、大きさは太陽電池パドル時で2.5 x 10.2m。設計寿命は1年で、太陽電池は最低でも1,300Wの電力を供給する。
SERVIS-2は軌道傾斜角100.4°、高度1200kmの太陽同期低軌道で運用された。

### 実験
SERVIS-2には11の機器が搭載されている。
| 略称      | 機器                                   | 概要                                                                           |
| --------- | -------------------------------------- | ------------------------------------------------------------------------------ |
| LIBA      | リチウムイオン電池実験装置             | 自動車用マンガン系リチウムイオン電池の実験システム                             |
| ADMS      | 高アシュアランスデータマネジメント装置 | 自動車用電子技術、自律分散システム技術をベースにした分散型コンピュータシステム |
| CRAFT     | 自律フォールトトレラント計算機         | 民生部品・技術を用いた計算機システム                                           |
| PPRTU     | リモートターミナル実験装置             | IEEE1394データバスを用いたリモートターミナルユニット                           |
| HPDC      | 高性能データ圧縮装置                   | JPEG圧縮技術を用いたデータ圧縮装置                                             |
| APE       | 先進測位実験装置                       | GPSを利用した衛星軌道・衛星姿勢決定実験                                        |
| ASM       | 先進衛星機体実験装置                   | 低価格構体パネルシステム                                                       |
| MBW       | 磁気軸受ホイール実験装置               | 磁気軸受を使用した低獲乱ホイール実験装置                                       |
| MEMS      | RF-MEMS実験装置                        | RF-MEMS金属スイッチの動作特性データ取得                                        |
| EMSS      | 環境計測装置                           | 放射線環境を計測する装置                                                       |
| CPT       | 部品単体試験装置                       | 民生部品単体を宇宙空間で試験・実験する装置                                     |
| 引用資料: |                                        |                                                                                |